# Quickborn
Quickborn ist eine Stadt im Kreis Pinneberg in Schleswig-Holstein (Deutschland).

## Geographie

### Geographische Lage
Das Gemeindegebiet der Stadt Quickborn erstreckt sich nordwestlich von Hamburg am Flusslauf der Pinnau im Bereich des Naturraums Hamburger Ring, ein Teilgebiet der schleswig-holsteinischen Geest.

### Gemeindegliederung
Quickborn gliedert sich in drei Ortsteile. Neben dem Ortskern sind es Quickborn-Renzel sowie Quickborn-Heide, das vor allem aus Einfamilienhaus-Siedlungen und einem Gewerbegebiet besteht.

### Geologie
Im nordwestlichen Außenbereich des Gemeindegebietes erstreckt sich das Himmelmoor, ein Hochmoor. Es wurde einst wirtschaftlich zum Torfabbau genutzt, wozu eine Schmalspur-Bahn durch das Moor gebaut wurde. Südlich des städtischen Siedlungsbereiches erstreckt sich zudem das 110 ha große Naturschutzgebiet Holmmoor.

### Klima

Niederschlagsdiagramm

Der Jahresniederschlag liegt bei 836 mm und ist damit eher hoch, da er in das obere Drittel der in Deutschland erfassten Werte fällt. An 70 % der Messstationen des Deutschen Wetterdienstes werden niedrigere Werte registriert. Der trockenste Monat ist der Februar, die meisten Niederschläge fallen im Juli, in dem das 1,9 fache des Februarniederschlags fällt. Die Niederschläge variieren mäßig. An 63 % der Messstationen werden niedrigere jahreszeitliche Schwankungen registriert.

## Geschichte
Quickborn wurde zum ersten Mal am 25. Januar 1323 urkundlich erwähnt. Kirchenbauten sind seit 1588 nachgewiesen, seit 1809 steht an zentraler Stelle mit der Marienkirche eine der wenigen klassizistischen Kirchen Schleswig-Holsteins in Quickborn.
Infolge der Teilkapitulation der Wehrmacht für Nordwestdeutschland, Dänemark und die Niederlande vom 4. Mai 1945 besetzten britische Soldaten den Ort gleichentags am späten Vormittag.
In den 1960er Jahren wurde Quickborn zum Ort modernen Bauens. Im Jahr 1963 organisierte das Magazin Stern hier die Fertighaus 63, damals die größte Fertighausausstellung Europas. Von 1962 bis 1963 entstand zudem die Bewobau-Siedlung Quickborn, ein heute denkmalgeschütztes Ensemble aus ein- beziehungsweise zweigeschossigen Einzel- und Doppelhäusern, die nach Plänen von Richard Neutra errichtet wurden.
Am 1. Januar 1974 wurde Quickborn gemäß schleswig-holsteinischem Landesentwicklungsgrundsätzegesetz zu einem Stadtrandkern I. Ordnung mit Teilfunktionen eines Unterzentrums geordnet. Am 6. Februar 1974 erhielt Quickborn die Stadtrechte. Die Stadt ist zugleich Entwicklungsschwerpunkt auf der Entwicklungsachse Hamburg-Kaltenkirchen gemäß den Entschließungen des Gemeinsamen Landesplanungsrates Hamburg-Schleswig-Holstein. Das Gesetz verpflichtet die Stadt Quickborn für den ihr zugeordneten Verflechtungsbereich, welcher die Gemeinden Ellerau, Hasloh und Bilsen umfasst, zentrale Versorgungsfunktionen wahrzunehmen. Sie hält Einrichtungen mit zentralörtlicher Bedeutung (z. B. Stadtbücherei, Ärztezentrum, Freibad, Schulen) vor. Daneben besorgt sie die Gemeinden mit Strom, Gas und Wasser.
Während der Fußball-Weltmeisterschaft 1974 in der Bundesrepublik Deutschland diente Quickborn als Quartier für die Nationalmannschaft der DDR. Die Spieler waren im Sport-Hotel am Holstein-Stadion untergebracht, das als offizielles Teamhotel fungierte.
Von der Gründung im Jahr 1994 bis zur Auflösung im Jahr 2020 hatte die Comdirect Bank ihren Unternehmenssitz in Quickborn.

## Einwohnerentwicklung

Einwohnerentwicklung von 1998 bis 2022

(jeweils zum 31. Dezember)
- 1998: 19.508 Einwohner
- 1999: 19.789 Einwohner
- 2000: 19.875 Einwohner
- 2001: 20.075 Einwohner
- 2002: 20.144 Einwohner
- 2003: 20.277 Einwohner
- 2004: 20.227 Einwohner
- 2005: 20.240 Einwohner
- 2006: 20.208 Einwohner
- 2007: 20.136 Einwohner
- 2008: 20.289 Einwohner
- 2010: 20.556 Einwohner
- 2011: 20.677 Einwohner
- 2016: 20.808 Einwohner
- 2017: 21.056 Einwohner
- 2018: 21.296 Einwohner
- 2020: 22.398 Einwohner
- 2021: 22.015 Einwohner
- 2022: 22.981 Einwohner

## Politik

### Ratsversammlung
| Wahl zur Ratsversammlung Quickborn 2023 %403020100 32,1 %31,8 %18,6 %17,3 %0,3 % FDPCDUSPDGrüneBündnis CGewinne und Verlusteim Vergleich zu 2018 %p 12 10 8 6 4 2 0 −2 −4 −6 −8+11,3 %p−6,1 %p−4,7 %p−1,5 %p+0,3 %pFDPCDUSPDGrüneBündnis C | Sitzverteilung in der Ratsversammlung Quickborn seit 2023Insgesamt 27 Sitze - SPD: 5 - Grüne: 4 - FDP: 9 - CDU: 9 |

Bürgervorsteherin ist Annabell Krämer (FDP). Quickborn gehört zum Bundestagswahlkreis Pinneberg und zum Landtagswahlkreis Pinneberg-Nord.

### Verwaltungsgemeinschaften
Quickborn führt im Rahmen einer Verwaltungsgemeinschaft seit dem 1. Januar 2013 die Verwaltungsgeschäfte von Bönningstedt und Hasloh, seit 1. Juli 2019 zudem die Verwaltungsgeschäfte der Gemeinde Ellerau (Kreis Segeberg) und seit 1. Januar 2021 die der Gemeinde Ascheberg (Kreis Plön), darüber hinaus die des Gewässerunterhaltungsverbands (GUV) Schwentinegebiet.

### Wappen
| | Blasonierung: „In Rot auf einem silbernen Brunnenpfahl, der aus der Mitte eines rechteckigen, gemauerten silbernen Brunnenbeckens hervorwächst und nach beiden Seiten einen Wasserstrahl im Bogen in das Becken sendet, eine sitzende goldene Eule in Vorderansicht, begleitet von zwei silbernen Seeblättern.“ |
| Wappenbegründung: Die zentrale Figur des Brunnens im Wappen der Gemeinde Quickborn ist „redendes“ Symbol für den Ortsnamen. Dieser bedeutet nämlich „lebender Born“ oder „schnell sprudelnde Quelle“. Auf den künstlich gefassten „Born“ bezieht sich der Brunnen im Wappen. Der 1323 erstmals erwähnte Ort lag an einer der Haupthandelsstraßen, dem Heerweg oder Ochsenweg. Diese Verkehrsader war von besonderer Bedeutung, weil jahrhundertelang auf ihr von Jütland Viehherden nach Hamburg getrieben wurden. Beim Quickborner Wirtshaus „Uhlenkrog“ ruhten Menschen und Tiere auf ihrer Durchreise aus. Zur Erinnerung an diesen, den Ort über seine Grenzen hinaus bekannt machenden, Gasthof steht die Eule im Wappen. Die beiden Seeblätter repräsentieren die beiden großen Gewässer auf dem Gemeindegebiet, den „Groten See“ und den „Lütten See“. Die überwiegend im Wappen verwendeten Farben sind Rot und Silber, um die Zugehörigkeit zu Holstein hervorzuheben. Das Wappen wurde am 19. April 1958 genehmigt. Es wurde von dem Brunsbütteler Heraldiker Willy „Horsa“ Lippert gestaltet. | |

### Flagge
Die Flagge wurde am 5. Januar 1979 genehmigt.
Beschreibung: „Inmitten eines weißen, oben und unten von einem roten Streifen begrenzten Flaggentuches das Stadtwappen, etwas zur Stange hin verschoben“.

### Städtepartnerschaften
Quickborn besitzt Städtepartnerschaften mit drei Städten:
- Boxholm, Schweden seit dem 13. September 1974
- Uckfield, England seit dem 18. Februar 1990
- Malchow, Mecklenburg-Vorpommern seit dem 8. September 1990

## Wirtschaft und Infrastruktur

### Wirtschaftsstruktur
Viele Einwohner von Quickborn pendeln nach Hamburg und finden dort ihre Arbeitsplätze. In Quickborn und seinen Ortsteilen gibt es nur noch wenig Landwirtschaft, aber auch Handwerk, Handel sowie Dienstleistungsunternehmen.

### Unternehmen

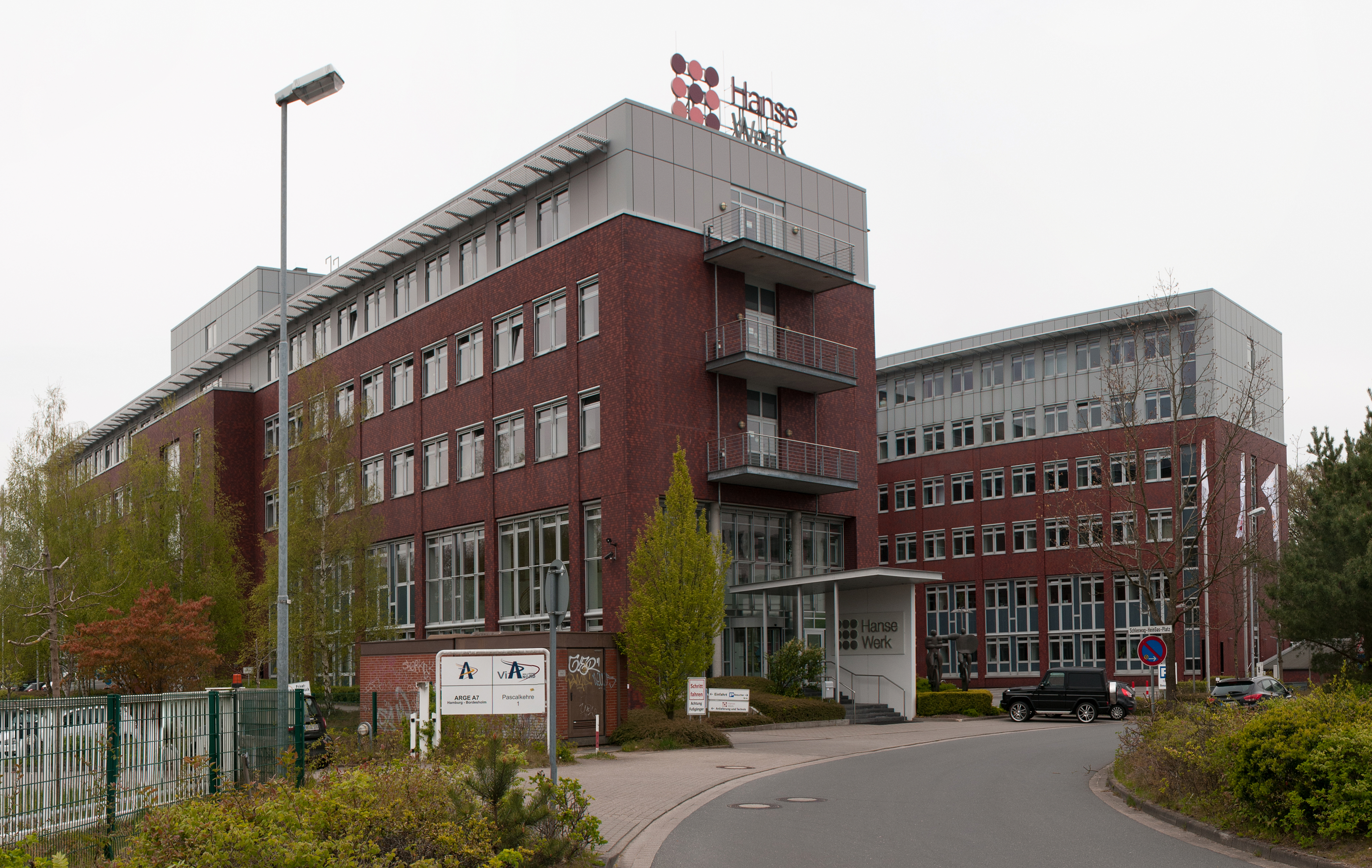
Zentrale HanseWerk AG

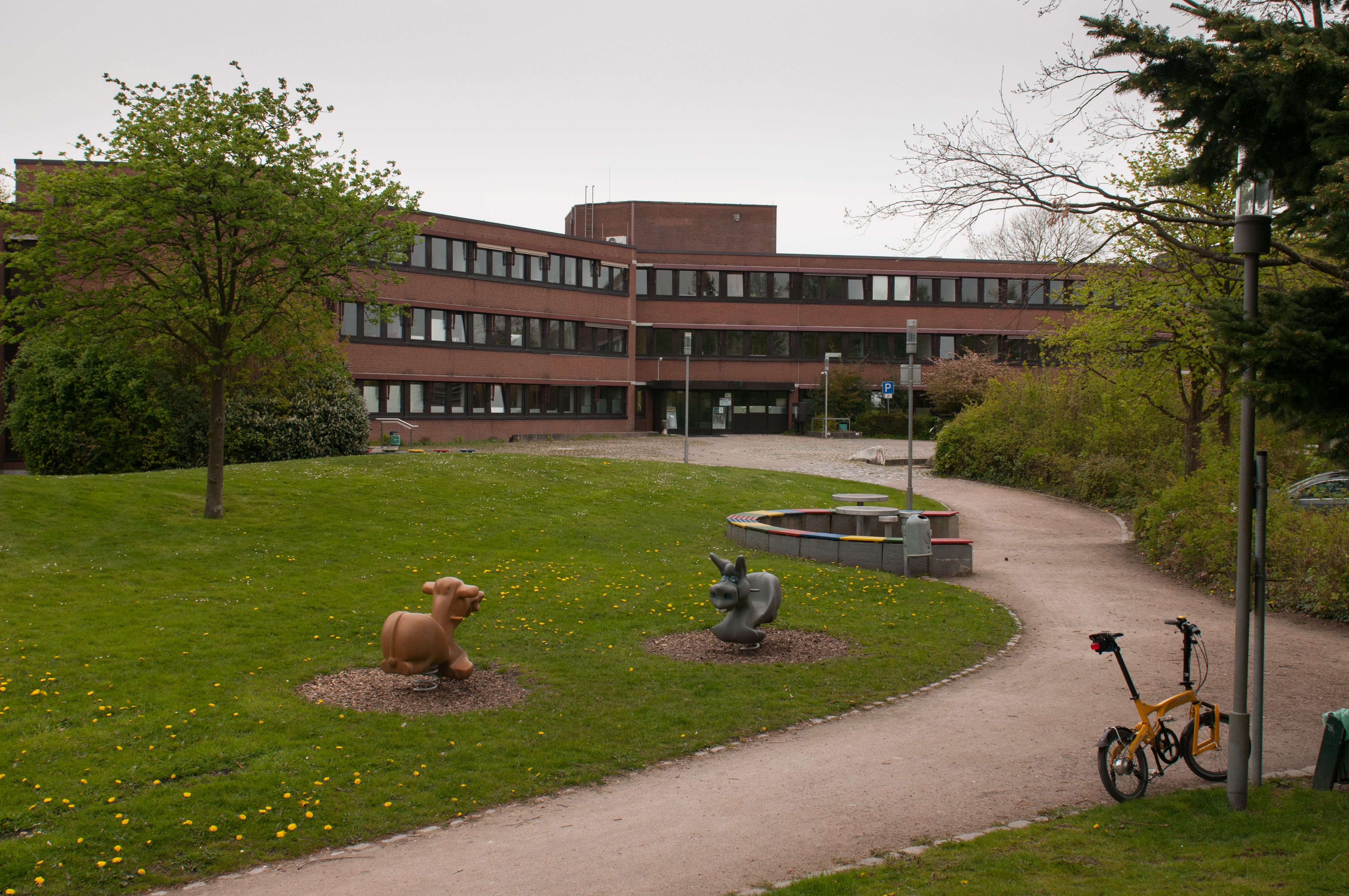
Rathaus

Der Stadt ist es insbesondere in den vergangenen Jahren gelungen, auch große und bekannte Unternehmen am Gewerbegebiet Halenberg, direkt an der BAB 7 gelegen, anzusiedeln:
- Die Hansewerk AG hat ebenfalls hier ihren Firmensitz.
- Mittlerweile gibt es in Quickborn auch viele Internet-Versender, die überregional und sogar international ihr Warenangebot im Versandhandel vertreiben. Aufgrund der guten Infrastruktur in Quickborn und der Nähe zu Hamburg finden sich dort für Internethändler ideale Bedingungen.

Die Stadt Quickborn übernimmt wichtige Versorgungsfunktionen für die Umlandgemeinden. Um die Innenstadt attraktiver zu gestalten und Kaufkraft im Ort zu belassen, wurde der Bereich rund um den Bahnhof neu gestaltet.

### Medien
Quickborn hat eine Vielfalt an Zeitungen und Anzeigenblättern. Als regionale Tageszeitungen erscheinen das Quickborner Tageblatt (Beig Verlag) sowie die Pinneberger Zeitung (als Beilage des Hamburger Abendblatts aus der Funke Medien Hamburg GmbH). Als Anzeigenblätter mit lokaler Redaktion erscheinen die Umschau (Südholstein Anzeigenblatt GmbH, SHZ Verlag), der blickpunkt-quickborn (Druckerei G. Sauerer GmbH), der Tipp (Beig Verlag), der Heimatspiegel (Südholstein Anzeigenblatt GmbH, SHZ Verlag, Norderstedt), der Sonntags Anzeiger (Prima Druck und Verlag) und das Stadtmagazin Quickborn (Regenta GmbH).

### Bildung
Die Stadt hat alle allgemeinbildenden Schulen am Ort: drei staatliche Grundschulen, eine private Grundschule (staatlich genehmigte Ersatzschule) mit Schwerpunkt in der Montessoripädagogik, eine Regionalschule, zwei Gymnasien (ein G9 und ein Y-Gymnasium), eine private reformpädagogische Gemeinschaftsschule (staatlich genehmigte Ersatzschule) mit gymnasialer Oberstufe (seit Schuljahr 2014/2015) sowie eine Förderschule. Eine Volkshochschule bietet Angebote zur Erwachsenenbildung.

### Brandschutz
Der Brandschutz in der Gemeinde Quickborn wird durch eine Freiwillige Feuerwehr mit rund 100 einsatzaktiven Ehrenamtlichen durchgeführt. Diese leistet im Jahr zwischen 200 und 400 Einsätze. Die Freiwillige Feuerwehr unterhält zudem eine Jugendfeuerwehr mit rund 25 Mitgliedern.

### Verkehr

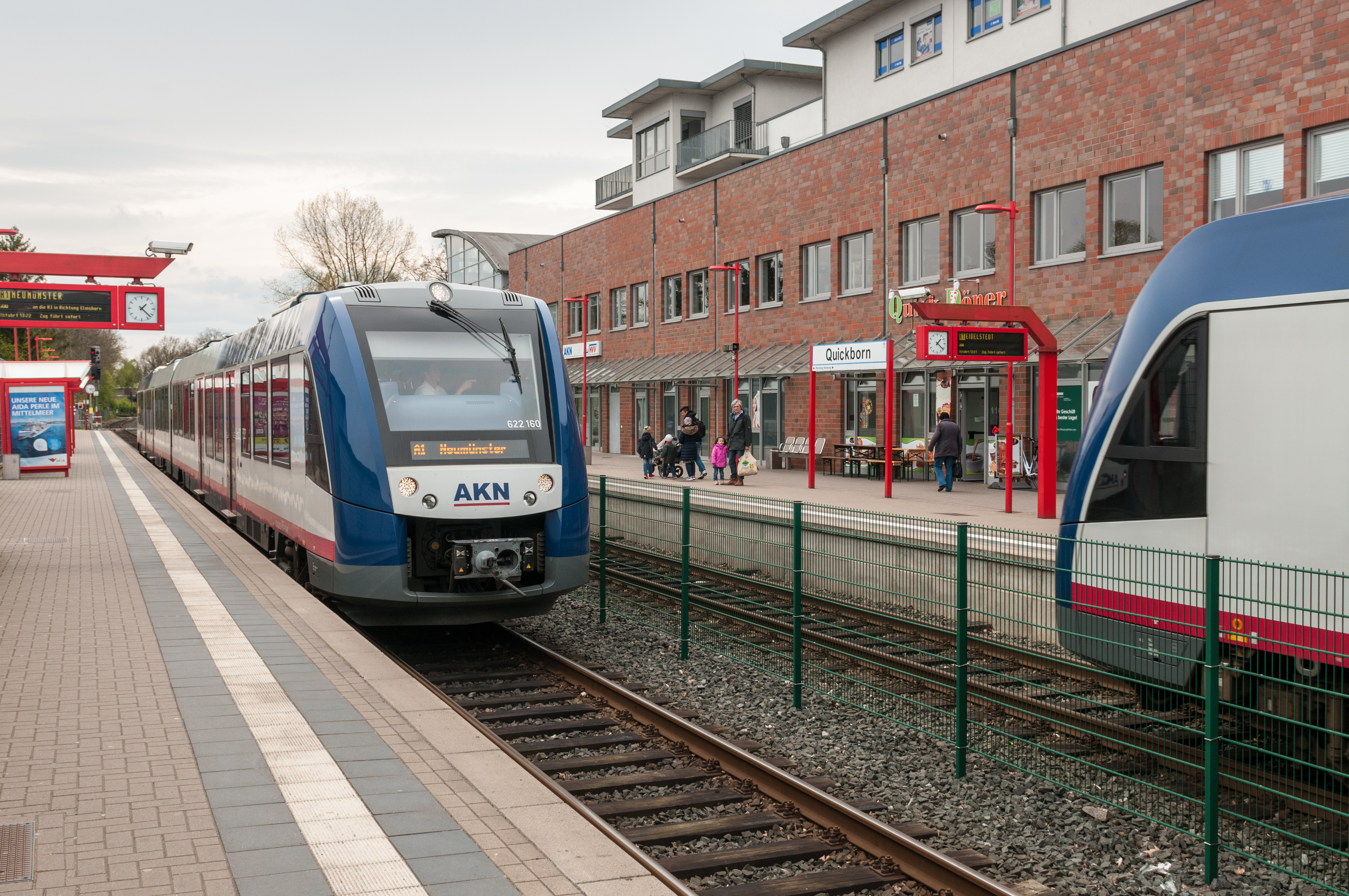
Bahnhof

Durch den östlichen Bereich des Gemeindegebietes Quickborn führt die Bundesautobahn 7 von Hamburg in Richtung Neumünster. Im Gemeindegebiet befinden sich die namensgleiche Anschlussstelle (Nr. 21) mit Übergang zur schleswig-holsteinischen Landesstraße 76 in Richtung der Stadt Pinneberg und eine Kreisstraße.
Im ÖPNV ist die Gemeinde Quickborn auf der Bahnstrecke Hamburg-Altona–Neumünster der AKN Eisenbahn zu erreichen. Am Bahnhof Quickborn verkehren Züge der Linie A1, einer Hamburger Vorortbahn vom Bahnhof Ulzburg Süd zum S-Bahnhof Eidelstedt in Hamburg. Daneben ist die Gemeinde auch auf den Buslinien 194,594 und 794 mit Bussen der Verkehrsbetriebe Hamburg-Holstein in das Verkehrsnetz des Hamburger Verkehrsverbunds integriert.

## Kultur und Sehenswürdigkeiten

### Bauwerke
Im Gemeindegebiet von Quickborn bestehen verschiedene unter anderem in der Liste der Kulturdenkmale in Quickborn vermerkte Baudenkmäler. Unter anderem gehört hierzu die Marienkirche, welche von Christian Frederik Hansen erbaut wurde.

### Naherholung

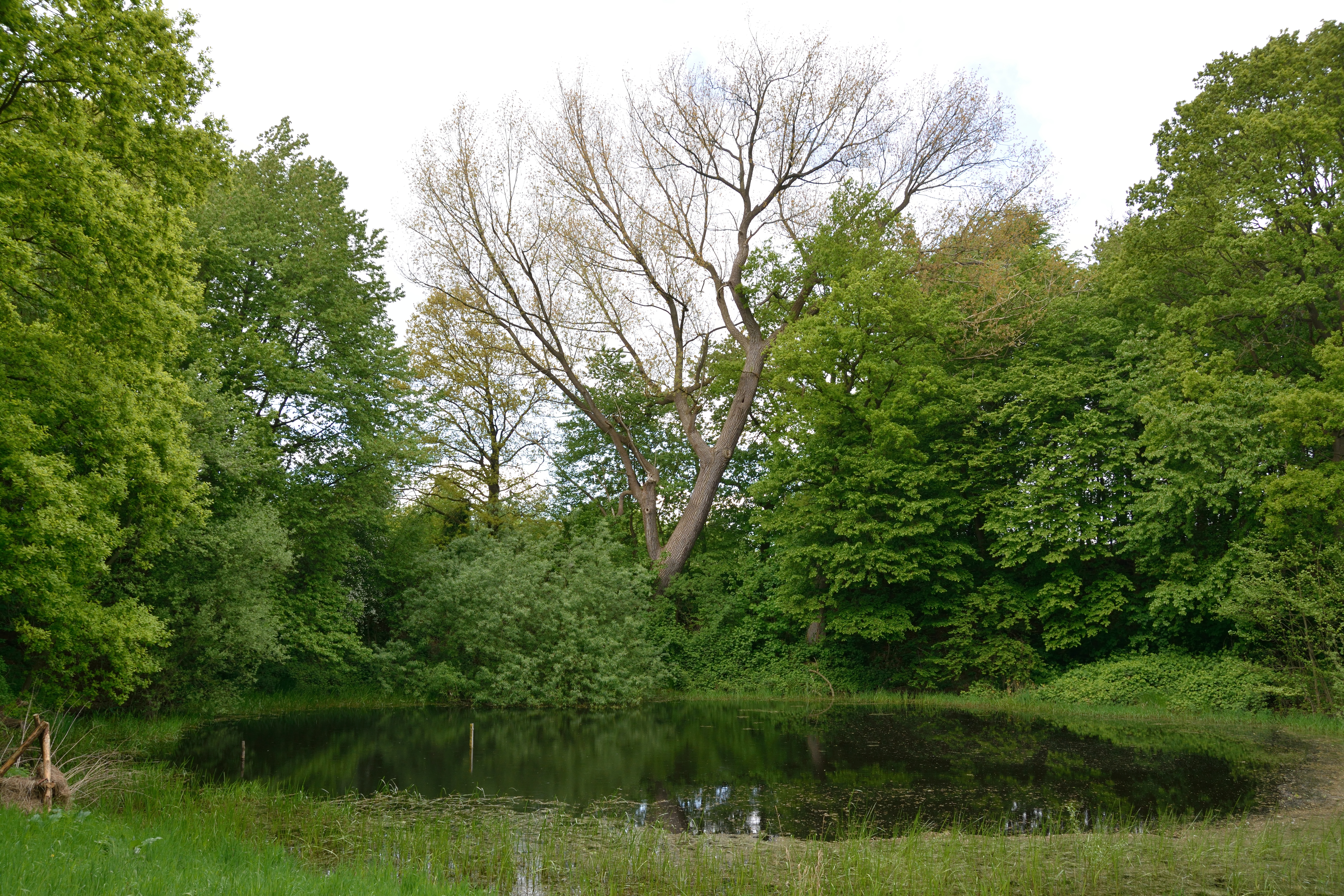
Der Prophetensee

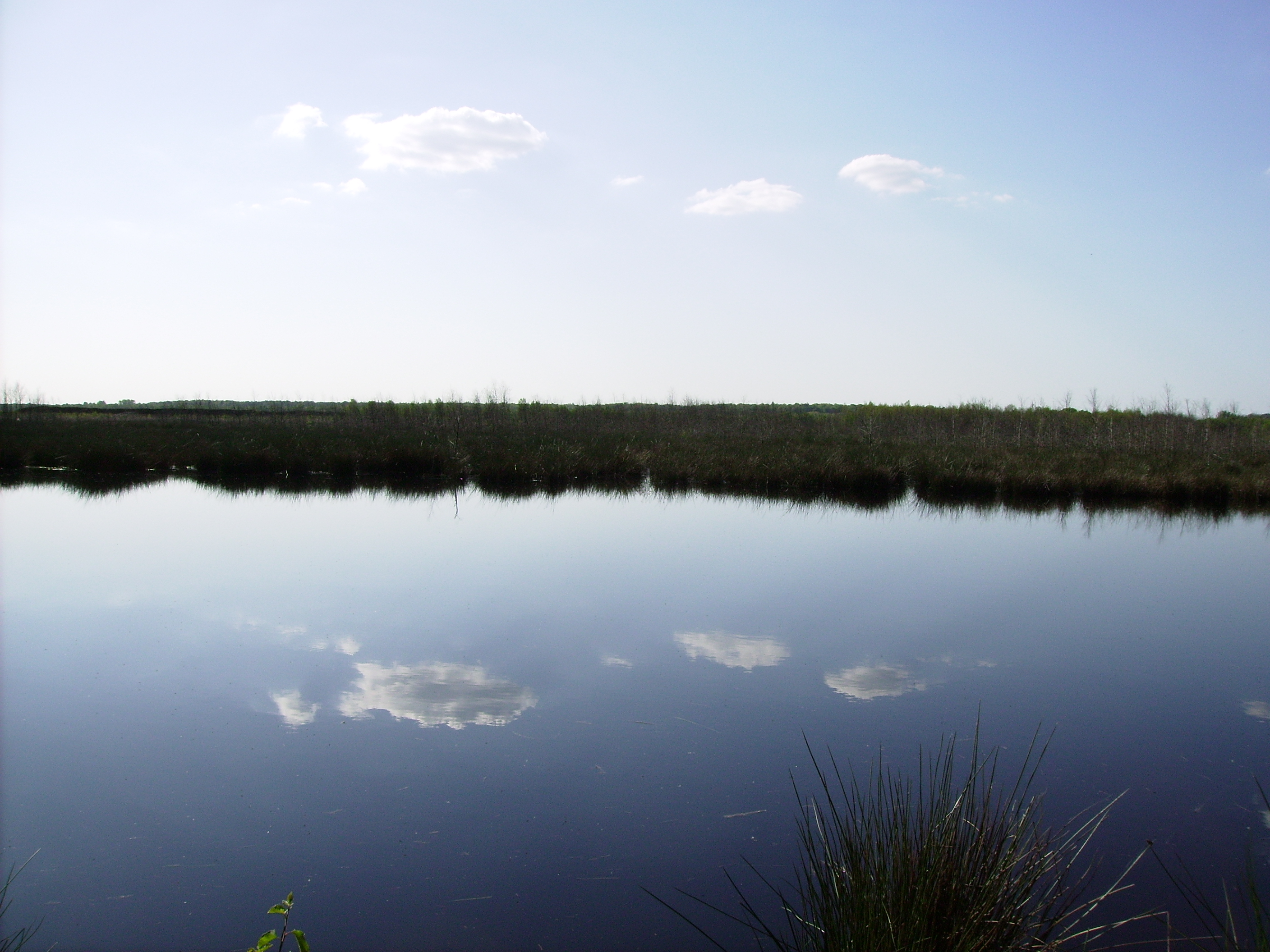
Himmelmoor

In Quickborn gibt es zwei Geotope: Den Prophetensee und den Elsensee.
Das Quickborner Himmelmoor ist nach der Stilllegung 2018 zu einem Naherholungsgebiet avanciert. Es eignet sich zum Spazierengehen oder zum Joggen. Im Winter kann man hier auf den ehemaligen Torfhügeln sehr gut Schlittenfahren. Die Torfbahn im Himmelmoor ist eine der letzten regelmäßig fahrenden Torfbahnen in Schleswig-Holstein. In den Sommermonaten werden Rundfahrten durch das Moor für Besucher angeboten. Außerdem wurde im Himmelmoor eine Gedenkstätte für die Kriegsgefangenen eingerichtet, die zwischen 1942 und 1945 im Himmelmoor gefangen waren. Diese wurde nach einem jüdischen Gefangenen Henri-Goldstein-Haus genannt.

### Weiteres
Ein ehemaliger Wehrersatzdienstleistender hat seit 1998 ein privates Warndienstmuseum aufgebaut.

## Bekannte Quickborner
- Daniel Matthias Heinrich Mohr (1780–1808), Botaniker
- Diedrich Osmers (1904–1982), Politiker (CDU), von 1970 bis 1978 Abgeordneter im Landtag von Niedersachsen
- Franz Josef Degenhardt (1931–2011), Liedermacher und Schriftsteller
- Egon Christmann (1932–2006), Jazzposaunist und Komponist
- Götz Landwehr (1935–2017), Rechtswissenschaftler
- Peter Jäger (* 1940), Journalist und Buchautor
- Ingrid Roitzsch (1940–2011), Politikerin (CDU), 1980–1994 MdB
- Carlo von Tiedemann (1943–2025), Moderator und Schauspieler, lebte vor seinem Tod knapp 30 Jahre in Quickborn[16]
- Alfred Lehmann (* 1950 in Quickborn), Politiker (CSU), 2002–2014 Oberbürgermeister von Ingolstadt
- Mike Krüger (* 1951), Kabarettist, Schauspieler und Sänger, lebte viele Jahre in Quickborn
- Rudi Kargus (* 1952), Fußballspieler
- Dieter Bohlen (* 1954), Musikproduzent, Komponist und Musiker. lebte bzw. wohnte um 1991 bis 1993 in Quickborn
- Thomas Doll (* 1966), Fußballspieler und -trainer
- Kai Lentrodt (* 1969), Schauspieler, aufgewachsen u. a. in Quickborn
- Sascha Bertow (* 1976), Handballspieler
- Maximilian Alexander Curt Stemmler („Trymacs“) (* 1994), deutscher Webvideoproduzent und Livestreamer
- Lasse Nygaard Priester (* 1995), Triathlet
- Chantal Schröder (* 2000), mehrfache Kickboxweltmeisterin

## Sonstiges
Als Beiname für Quickborn wird auch Eulenstadt benutzt. Der Grund: Die Eule befindet sich im Wappen Quickborns. Alljährlich gibt es nach den Sommerferien ein Eulen- und Schützenfest.
Sowohl die Handlung von Mik Bergers Roman Growing – Der siebte Tag als auch die deutschsprachigen Romane über den zeitreisenden Christoph („Lost in History“) spielen jeweils in Quickborn und Umgebung.